# Lucie Zedníčková
Lucie Zedníčková, rozená Lucie Bártová, provdaná Lucie Pokorná (* 15. listopadu 1968 Praha), je česká herečka a moderátorka, nevlastní dcera herce Pavla Zedníčka.
Pochází z umělecké rodiny, její matka je tanečnice (členka Černého divadla). Herectví se věnovala již od dětství, již jako pětiletá poprvé vystupovala v Československé televizi v pořadech pro děti u Štěpánky Haničincové, v deseti letech vystupovala například ve filmu Lásky mezi kapkami deště nebo Hodinářova svatební cesta Korálovým mořem.
Od osmi let jejího věku je jejím otčímem herec Pavel Zedníček. Po maturitě na gymnáziu vystudovala pražskou DAMU, poté hrála v Realistickém divadle, byla členkou souboru v Činoherním klubu, vystupovala s divadelní společností Háta. Díky svým dobrým jazykovým schopnostem často točí také v Německu.
Se svým bývalým manželem Vítem Pokorným má dvě děti, dceru Amelii a syna Mikuláše.

## Filmografie, výběr

### Televize
- 1989 Prstienky z kukučiny
- 1989 Dobrodružství kriminalistiky (seriál)
- 1992 Hříchy pro pátera Knoxe (seriál)
- 1993 O zvířatech a lidech (seriál)
- 1994 Saturnin (seriál)
- 1995 Am Morgen danach
- 1996 Hospoda (seriál)
- 2012 Ententýky – Johana Márová
- 2016 Ordinace v růžové zahradě 2[1] – Naďa Růžičková
- 2019 Princip slasti (seriál)
- 2021 Pan profesor (seriál)

### Film
- 1979 Lásky mezi kapkami deště
- 1979 Hodinářova cesta svatebním mořem (crazy komedie)
- 1980 Jen tak si trochu písknout – Yvona Winterová
- 1982 Třetí princ (pohádka)
- 1983 Levé křídlo – Vendula
- 1991 Kouř
- 1993 Helimadoe – Dora
- 1993 Kanárská spojka – Dona Lucie
- 1994 Saturnin – slečna Barbora
- 2003 Das Siebte Foto – Helena
- 2006 Škodná
- 2006 Hrobník